# Tournoi de tennis de Shenzhen
Ne doit pas être confondu avec Tournoi de tennis Challenger de Shenzhen.
Le tournoi de Shenzhen (province de Guangdong en Chine) est un tournoi de tennis féminin du circuit professionnel WTA et masculin du circuit professionnel ATP.
L'épreuve féminine, catégorisée International, se déroule chaque année depuis 2013 au tout début du mois de janvier. Les éditions masculines ont quant à elle lieu depuis 2014 à la fin du mois de septembre et sont catégorisées ATP 250 Series.

## Palmarès dames

### Simple
| No | Date       | Nom et lieu du tournoi          | Catégorie | Dotation  | Surface    | Vainqueure            | Finaliste          | Score          |         |
| -- | ---------- | ------------------------------- | --------- | --------- | ---------- | --------------------- | ------------------ | -------------- | ------- |
| 1  | 31-12-2012 | Longgang Gemdale Open, Shenzhen | Intern'l  | 426 750 $ | Dur (ext.) | Li Na                 | Klára Zakopalová   | 6-3, 1-6, 7-5  | Tableau |
| 2  | 30-12-2013 | Shenzhen Open, Shenzhen         | Intern'l  | 426 750 $ | Dur (ext.) | Li Na                 | Peng Shuai         | 6-4, 7-5       | Tableau |
| 3  | 04-01-2015 | Shenzhen Open, Shenzhen         | Intern'l  | 426 750 $ | Dur (ext.) | Simona Halep          | Timea Bacsinszky   | 6-2, 6-2       | Tableau |
| 4  | 03-01-2016 | Shenzhen Open, Shenzhen         | Intern'l  | 426 750 $ | Dur (ext.) | Agnieszka Radwańska   | Alison Riske       | 6-3, 6-2       | Tableau |
| 5  | 01-01-2017 | Shenzhen Open, Shenzhen         | Intern'l  | 626 750 $ | Dur (ext.) | Kateřina Siniaková    | Alison Riske       | 6-3, 6-4       | Tableau |
| 6  | 31-12-2017 | Shenzhen Open, Shenzhen         | Intern'l  | 626 750 $ | Dur (ext.) | Simona Halep          | Kateřina Siniaková | 6-1, 2-6, 6-0  | Tableau |
| 7  | 31-12-2018 | Shenzhen Open, Shenzhen         | Intern'l  | 626 750 $ | Dur (ext.) | Aryna Sabalenka       | Alison Riske       | 4-6, 7-62, 6-3 | Tableau |
| 8  | 04-01-2020 | Shenzhen Open, Shenzhen         | Intern'l  | 651 750 $ | Dur (ext.) | Ekaterina Alexandrova | Elena Rybakina     | 6-2, 6-4       | Tableau |

### Double
| No | Date       | Nom et lieu du tournoi         | Catégorie | Dotation  | Surface    | Vainqueures                           | Finalistes                            | Score            |         |
| -- | ---------- | ------------------------------ | --------- | --------- | ---------- | ------------------------------------- | ------------------------------------- | ---------------- | ------- |
| 1  | 31-12-2012 | Longgang Gemdale Open Shenzhen | Intern'l  | 426 750 $ | Dur (ext.) | Chan Hao-ching Chan Yung-jan          | Irina Buryachok Valeria Solovieva     | 6-0, 7-5         | Tableau |
| 2  | 30-12-2013 | Shenzhen Open Shenzhen         | Intern'l  | 426 750 $ | Dur (ext.) | Monica Niculescu Klára Zakopalová     | Lyudmyla Kichenok Nadiia Kichenok     | 6-3, 6-4         | Tableau |
| 3  | 04-01-2015 | Shenzhen Open Shenzhen         | Intern'l  | 426 750 $ | Dur (ext.) | Lyudmyla Kichenok Nadiia Kichenok     | Liang Chen Wang Yafan                 | 6-4, 7-66        | Tableau |
| 4  | 03-01-2016 | Shenzhen Open Shenzhen         | Intern'l  | 426 750 $ | Dur (ext.) | Vania King Monica Niculescu           | Xu Yifan Zheng Saisai                 | 6-1, 6-4         | Tableau |
| 5  | 01-01-2017 | Shenzhen Open Shenzhen         | Intern'l  | 626 750 $ | Dur (ext.) | Andrea Hlaváčková Peng Shuai          | Raluca Olaru Olga Savchuk             | 6-1, 7-5         | Tableau |
| 6  | 31-12-2017 | Shenzhen Open Shenzhen         | Intern'l  | 626 750 $ | Dur (ext.) | Irina-Camelia Begu Simona Halep       | Barbora Krejčíková Kateřina Siniaková | 1-6, 6-1, [10-8] | Tableau |
| 7  | 31-12-2018 | Shenzhen Open Shenzhen         | Intern'l  | 626 750 $ | Dur (ext.) | Peng Shuai Yang Zhaoxuan              | Duan Ying-Ying Renata Voráčová        | 6-4, 6-3         | Tableau |
| 8  | 04-01-2020 | Shenzhen Open Shenzhen         | Intern'l  | 651 750 $ | Dur (ext.) | Barbora Krejčíková Kateřina Siniaková | Duan Ying-Ying Zheng Saisai           | 6-2, 3-6, [10-4] | Tableau |

## Palmarès messieurs

### Simple
| No | Date       | Nom et lieu du tournoi  | Catégorie | Dotation  | Surface    | Vainqueur          | Finaliste              | Score           |         |
| -- | ---------- | ----------------------- | --------- | --------- | ---------- | ------------------ | ---------------------- | --------------- | ------- |
| 1  | 22-09-2014 | Shenzhen Open, Shenzhen | ATP 250   | 590 230 $ | Dur (ext.) | Andy Murray        | Tommy Robredo          | 5-7, 7-69, 6-1  | Tableau |
| 2  | 28-09-2015 | Shenzhen Open, Shenzhen | ATP 250   | 607 940 $ | Dur (ext.) | Tomáš Berdych      | Guillermo García-López | 6-3, 7-67       | Tableau |
| 3  | 26-09-2016 | Shenzhen Open, Shenzhen | ATP 250   | 641 305 $ | Dur (ext.) | Tomáš Berdych      | Richard Gasquet        | 7-65, 62-7, 6-3 | Tableau |
| 4  | 25-09-2017 | Shenzhen Open, Shenzhen | ATP 250   | 666 960 $ | Dur (ext.) | David Goffin       | Alexandr Dolgopolov    | 6-4, 65-7, 6-3  | Tableau |
| 5  | 24-09-2018 | Shenzhen Open, Shenzhen | ATP 250   | 733 655 $ | Dur (ext.) | Yoshihito Nishioka | Pierre-Hugues Herbert  | 7-5, 2-6, 6-4   | Tableau |

### Double
| No | Date       | Nom et lieu du tournoi  | Catégorie | Dotation  | Surface    | Vainqueurs                     | Finalistes                    | Score             |         |
| -- | ---------- | ----------------------- | --------- | --------- | ---------- | ------------------------------ | ----------------------------- | ----------------- | ------- |
| 1  | 22-09-2014 | Shenzhen Open, Shenzhen | ATP 250   | 590 230 $ | Dur (ext.) | Jean-Julien Rojer Horia Tecău  | Sam Groth Chris Guccione      | 6-4, 7-64         | Tableau |
| 2  | 28-09-2015 | Shenzhen Open, Shenzhen | ATP 250   | 607 940 $ | Dur (ext.) | Jonathan Erlich Colin Fleming  | Chris Guccione André Sá       | 6-1, 63-7, [10-6] | Tableau |
| 3  | 26-09-2016 | Shenzhen Open, Shenzhen | ATP 250   | 641 305 $ | Dur (ext.) | Fabio Fognini Robert Lindstedt | Oliver Marach Fabrice Martin  | 7-64, 6-3         | Tableau |
| 4  | 25-09-2017 | Shenzhen Open, Shenzhen | ATP 250   | 666 960 $ | Dur (ext.) | Alexander Peya Rajeev Ram      | Nikola Mektić Nicholas Monroe | 6-3, 6-2          | Tableau |
| 5  | 24-09-2018 | Shenzhen Open, Shenzhen | ATP 250   | 733 655 $ | Dur (ext.) | Ben McLachlan Joe Salisbury    | Robert Lindstedt Rajeev Ram   | 7-65, 7-64        | Tableau |